# Mercury-Atlas 3

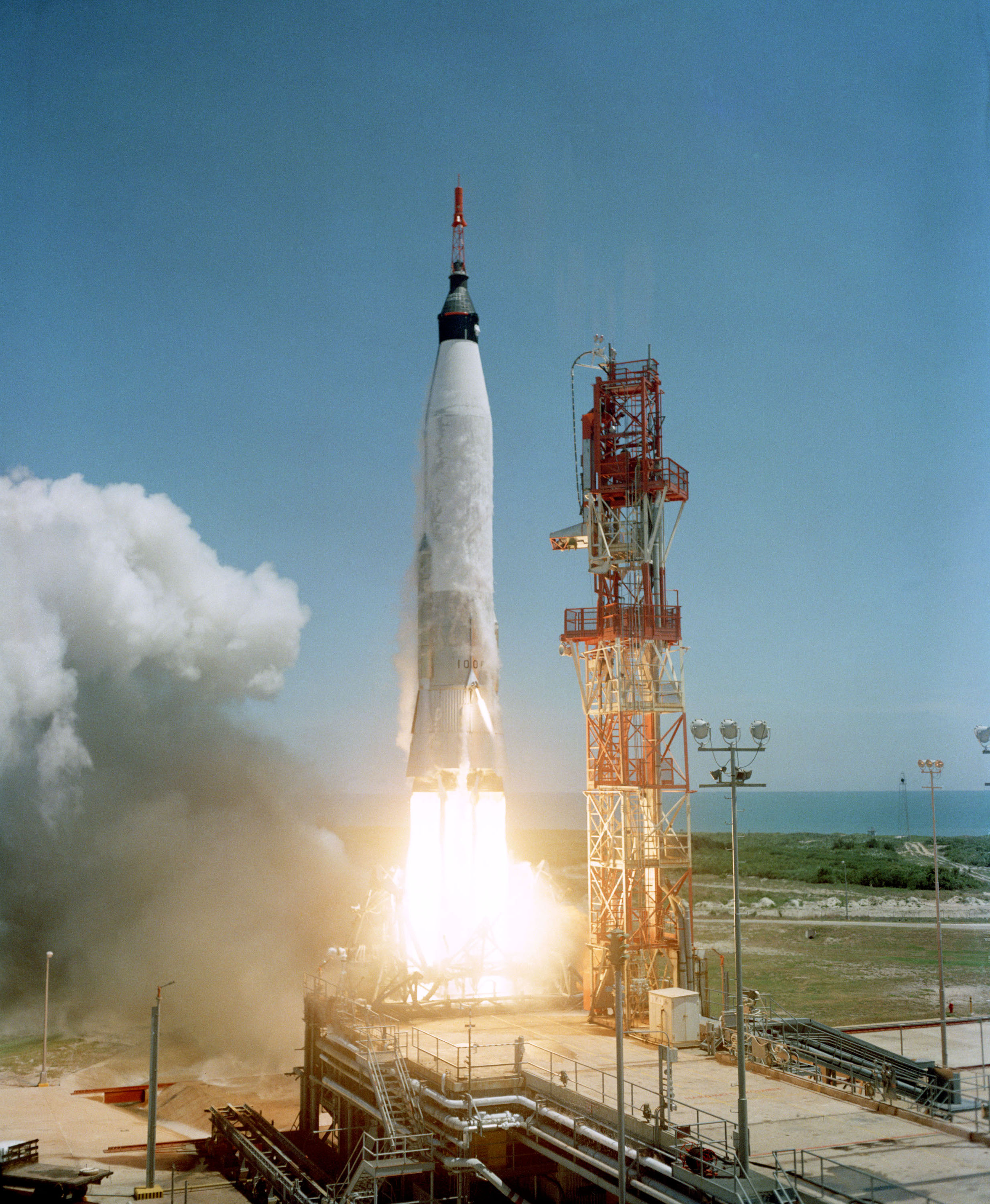
Start mise MA-3

Mercury-Atlas 3 (MA-3) byl testovací let programu Mercury. Raketa Atlas D, upravená po vzoru Atlasu z předešlého testu Mercury-Atlas 2, odstartovala v 16:15 UTC z Cape Canaveral a měla vynést kapsli Mercury na nízkou oběžnou dráhu. Naváděcí systém však selhal, raketa se výrazně odklonila z kurzu a bezpečnostní důstojník v čase 43,3 sekundy vydal příkaz k její autodestrukci. Raketa byla zničena, ale únikový systém zareagoval správně a zachránil kapsli před zničením. Let trval 7 minut a 19 sekund, přičemž většinu času se kapsle snášela na padáku z výšky 7,2 kilometru, kam ji vynesly rakety únikového systému. Použitá kapsle Mercury # 8 byla vyzvednuta a znovu použita při příštím letu Mercury-Atlas 4.